# Tatiana Soumarokova
Tatiana Nikolaïevna Soumarokova (en russe : Татьяна Николаевна Сумарокова), née le 16 septembre 1922 à Moscou où elle meurt le 28 mai 1997, est une navigatrice et lieutenante de la garde du 588e NBAP pendant la Seconde Guerre mondiale.  Après que les informations sur son héroïsme pendant la guerre sont publiées en Russie après la dissolution de l'Union soviétique, elle reçoit le titre de héros de la fédération de Russie en 1995.

## Jeunesse
Soumarokova est née le 16 septembre 1922 dans une famille russe. Son père, Nikolai Sourmarokov était militaire dans l'armée. Après avoir terminé ses études secondaires en 1939, elle entre au 2e Institut médical de l’État de Moscou où elle étudie jusqu’au début de la guerre en 1941. Elle devient membre du Parti communiste en 1943. 

## Carrière militaire
Après le début de la Seconde Guerre mondiale, Soumarokova demande à plusieurs reprises d'être envoyée au front mais est initialement refusée et chargée de construire des fortifications défensives autour de Moscou. Le 31 octobre 1941, Soumarokova et l'une de ses camarades de classe, Kiouaz Dospanova rencontrent Marina Raskova, héroïne de l'Union soviétique et fondatrice de trois régiments d'aviation féminins.  Raskova les fait enrôler dans l'armée et les assigne à un cours de navigation accéléré à l'école d'aviation militaire Engels. Après avoir obtenu leur diplôme, elles sont déployées sur le front le 23 mai 1942 dans le cadre du 588e régiment de bombardiers de nuit et arrivent sur le Front du Nord-Caucase le 27 mai. Elle reçoit son premier Ordre du Drapeau rouge en septembre de la même année après avoir effectué plusieurs sorties au combat dans un épais brouillard d'automne. En octobre 1942, elle a effectué 146 sorties. Elle est la navigatrice de Maria Smirnova, la commandante de son escadron, sur plus de la moitié de ses vols,. 
Tout au long de la guerre, Soumarokova prend part à des offensives dans le Kouban, en Crimée, dans le Caucase, dans la péninsule de Taman, à Krasnodar, au Belarus et dans les Pays baltes. En 1943, elle effectue de nombreuses missions de ravitaillement pour envoyer des munitions, des parachutistes et des provisions aux forces soviétiques à Eltigen en Crimée, en raison de violentes tempêtes d'automne et des tirs nourris de l'ennemi. En 1943, le 588 NBAP reçoit le titre de garde soviétique et est renommé le 46e régiment de bombardiers de nuit. En octobre 1943, elle a effectué 390 sorties. Lors d'une mission à Kertch pilotée par Vera Tikhomirova, leur Polikarpov Po-2 est touché par un canon antiaérien et prend feu. L'avion commence alors à perdre de l'altitude et Tikhomirova est prête à effectuer un amerrissage forcé en mer mais réussi à atterrir en toute sécurité à leur destination. Après avoir été transférée sur le front allemand en été 1944, elle participe au blocus du duché de Courlande. Soumarokova y navigue à plusieurs reprises dans un brouillard épais et effectue deux atterrissages d'urgence. Sa dernière sortie a lieu le 5 mai 1945 et elle effectue, au cours de la guerre, 809 sorties au total. 
La lieutenante-colonelle Ievdokia Berchanskaïa, commandante du régiment, nomme Soumarokova au titre d'Héroïne de l'Union soviétique. Cependant, les documents la nommant au prix sont perdus et elle reçoit à la place l'ordre de la Guerre patriotique lors de la première promotion en décembre 1945. En 1995, après la publication de ses exploits, elle obtint le titre d'héroïne de la fédération de Russie par décret du président de la fédération de Russie, Boris Eltsine,.

## Après-guerre
Soumarokova est rendue à la vie civile à la fin de la guerre et part étudier l'édition et la publication à l'université d'imprimerie de Moscou. Elle et une collègue de son unité, Raïssa Aronova, sont admises à l'Union des journalistes de l'URSS. Pendant 15 ans, elle travaille comme éditrice pour la maison d'édition Physical Culture and Sport avant d'écrire pour le journal Soviet Patriot, puis pour la maison d'édition Znanie. En 1988, elle publie un livre sur la vie d'une Héroïne de l'Union soviétique de son régiment, Iekaterina Riabova, et un sur son mari, le double Héros de l'Union soviétique, Grigory Sivkov. 
Soumarokova prend souvent la parole après guerre, en particulier devant des groupes de jeunes. Elle est également membre du conseil d'administration du comité des relations Portugal-URSS. Après la guerre, Soumarokova se marie et donne naissance à un fils, Aleksandr. Elle reçoit le titre d'héroïne de la fédération de Russie en 1995 ; décédée à Moscou le 28 mai 1997, elle est enterrée au cimetière de Kountsevo.

## Voir également
- Liste des femmes Héros de l'Union soviétique
- Polikarpov Po-2
- 588 NBAP